# Demolition
Demolition er det britiske heavy metal-band Judas Priest fjortende album. Det var det andet også sidste studiealbum med vokalisten Tim "Ripper" Owens inden han atter blev afløst af Rob Halford
Efter en lunken modtagelse af det tidligere album Jugulator, gik bandet mod en anden lyd, der resulterede i en fusion af Juglator lignende riffs, med referencer til deres 80'er stil samt spredte nu-metal tilføjelser, som eksempelvis kvasi-rap, samplere og industrial rytmer. Flere anmeldere betegnede det som så anderledes, at man ikke kunne høre det var Judas Priest. Stilen resulterede også i en meget dårlig kommerciel succes.
Sangene "Machine Man" og "Feed on Me" var inkluderet på bandets bokssæt Metalogy.
Albummet blev produceret af guitaristen Glenn Tipton, som også pådrog sig rollen som den hovedsagelige sangskriver. I et langt stykke tid havde bandets sangskriverhold bestået af Rob Halford, K.K. Downing og Tipton. Alligevel da Halford forlod bandet skrev Downing og Tipton alle sangene til Jugulator. Hovedsageligt på dette album var det Tipton der stod for størstedelen af skrivningen, men Downing havde dog også nogen bidrag til flere af sangene. Den tidligere producer Chris Tsangarides, som også var med til at skrive sangen "A Touch of Evil" på Painkiller albummet, assisterede også Tipton af og til. Selv trommeslager Scott Travis var medforfatter til nummeret "Cyberface," hvilket gjorde det til den eneste sang i bandets historie, han nogensinde havde bidraget til i skriveprocessen. Dette var også det første album siden Painkiller, der havde en gæsteoptræden – nemlig keyboardspilleren Don Airey, som før i tiden også havde været med til at indspille keyboardpassagerne på sangen "A Touch of Evil".

## Spor
1. "Machine Man" (Glenn Tipton) – 5:35
2. "One on One" (K.K. Downing, Tipton) – 6:44
3. "Hell Is Home" (Downing, Tipton) – 6:18
4. "Jekyll and Hyde" (Tipton) – 3:19
5. "Close to You" (Downing, Tipton) – 4:28
6. "Devil Digger" (Tipton) – 4:45
7. "Bloodsuckers" (Downing, Tipton) – 6:18
8. "In Between" (Tipton) – 5:41
9. "Feed on Me" (Tipton) – 5:28
10. "Subterfuge" (Tipton, Chris Tsangarides) – 5:12
11. "Lost and Found" (Downing, Tipton) – 4:57
12. "Cyberface" (Tipton, Scott Travis) – 6:45
13. "Metal Messiah" (Tipton, Tsangarides) – 5:14

### Bonusspor på den japanske udgave
1. "What's My Name" (Tim "Ripper" Owens, Downing, Tipton) – 3:45

### Bonusspor på den tyske udgave
1. "Rapid Fire" (Rob Halford, Downing, Tipton) – 3:53
2. "The Green Manalishi (With the Two-Pronged Crown)" (Peter Green) – 4:09
  - Dette er genindspillet sange fra Judas Priests tidligere udgivelser denne gang bare med Tim "Ripper" Owens som vokalist.

De var indspillet ved et lydcheck før et show.

### Bonusspor på den australske turné udgave
1. "What's My Name" (Owens, Downing, Tipton) – 3:45
2. "Rapid Fire" (Halford, Downing, Tipton) – 3:53
3. "The Green Manalishi (With the Two-Pronged Crown)" (Green) – 4:09

## Musikere
- Tim "Ripper" Owens – Vokal
- K.K. Downing – Guitar
- Glenn Tipton – Guitar
- Ian Hill – Bass
- Scott Travis – Trommer

med:
- Don Airey – keyboard

## Fodnoter
1. ↑  All Music Guide: Demolition (Webside ikke længere tilgængelig)
2. ↑  "100xr: Judas Priest biografi". Arkiveret fra originalen 30. maj 2008. Hentet 16. januar 2008.